# Bacopa crenata
Bacopa crenata är en grobladsväxtart som först beskrevs av George Bentham, och fick sitt nu gällande namn av Frank Nigel Hepper. Bacopa crenata ingår i släktet tjockbladssläktet, och familjen grobladsväxter. Inga underarter finns listade i Catalogue of Life.